# New Century Global Center
A New Century Global Center egy többfunkciós épület a Szecsuan tartománybeli Csengtu városának Tianfu New Area részében, Kínában. Az épületben többek között szálloda, bevásárlóközpont, mozi, konferenciaközpont, irodák, egy egyetemi központ, egy fedett strand és vidámpark található. Hasznos alapterülete alapján a világ legnagyobb épülete.

## Elhelyezkedése
Az épület a Szecsuan tartománybeli Csengtu városának Tianfu New Area részében épült. Érinti a Csengtui Metró 1. vonala.

## Építése
Építtetője a kínai Entertainment and Travel Group (ETG).
Az épület 100 méter magas, alaprajza kb. 500 × 400 méteres. Összes beépített alapterülete 1 700 000 négyzetméter. Ebből 400 000 négyzetmétert tesznek ki az üzletek. Az épület központi, kupolás csarnokában egy Paradise Island Water Park nevű mesterséges strandot alakítottak ki 5000 négyzetméteren.